# Rendé Rae Norman
Rendé Rae Norman, auch bekannt als Rae Norman oder Rendi Rae Norman, (* 1. April 1958 in Pryor, Oklahoma; † 14. November 2020) war eine US-amerikanische Film-, Fernseh- und Theaterschauspielerin sowie Musicaldarstellerin.

## Leben
Norman spielte unter anderem die Dee Cody in dem 1992 erschienenen Film Who Killed the Baby Jesus, die Marsha in dem 2000 veröffentlichten Thriller-Drama Love Her Madly und Veronicas Mutter in dem Thriller-Drama The Harsh Life of Veronica Lambert aus dem Jahr 2009. Im Fernsehen ist sie als die kaltherzige Gloria Capshaw in der Seifenoper Schatten der Leidenschaft bekannt. Zu den weiteren Fernsehserien, in denen sie auftrat, gehören 21 Jump Street – Tatort Klassenzimmer (1991), Raumschiff Enterprise – Das nächste Jahrhundert (1993), Seinfeld (1996), Sliders – Das Tor in eine fremde Dimension (1998), Boston Public (2000), Desperate Housewives (2005) und Cold Case – Kein Opfer ist je vergessen (2006). Ab 2009 ist sie nicht mehr als Film- und Fernsehschauspielerin in Erscheinung getreten.
Als Theaterschauspielerin war sie unter anderem auf New Yorker Bühnen im Broadway zu sehen. So verkörperte sie dort in dem Musical 42nd Street die Dorothy neben Peter Marshall und in dem Musical Pippin die Catherine neben Ben Vereen. In der Los Angeler Theaterszene ist sie bekannt für ihre Auftritte als „Soap opera Star“ in Menopause: The Musical im Coronet Theatre, als Stephanie in Lovers at Versailles im Laguna Playhouse und als Irene Bennett in dem Stück Gulls.

## Filmografie
- 1984: Ferien in Amerika (Vacanze in America)
- 1991: 21 Jump Street – Tatort Klassenzimmer (21 Jump Street, Fernsehserie, eine Folge)
- 1991: Der Preis der Macht (True Colors)
- 1992: Just My Imagination (Fernsehfilm)
- 1992: Who Killed the Baby Jesus
- 1993: Zwei Asse im Schnee (Aspen Extreme)
- 1993: Raumschiff Enterprise – Das nächste Jahrhundert (Star Trek: The Next Generation, Fernsehserie, Folge 6x15: Willkommen im Leben nach dem Tode)
- 1993: Geschichten aus der Gruft (Tales from the Crypt, Fernsehserie, eine Folge)
- 1994: Der Preis der Rache (In the Line of Duty: The Price of Vengeance, Fernsehfilm)
- 1994: Schatten der Leidenschaft (The Young and the Restless, Fernsehserie)
- 1996: Night Stand (Fernsehserie, eine Folge)
- 1996: Seinfeld (Fernsehserie, eine Folge)
- 1996: Caroline in the City (Fernsehserie, eine Folge)
- 1997: X-Factor: Das Unfassbare (Beyond Belief: Fact or Fiction, Fernsehserie, eine Folge)
- 1997: Total Security (Fernsehserie, eine Folge)
- 1998: Mike Hammer, Private Eye (Fernsehserie, eine Folge)
- 1998: The Dentist 2
- 1998: Sliders – Das Tor in eine fremde Dimension (Sliders, Fernsehserie, eine Folge)
- 1998: Palm Beach-Duo (Silk Stalkings, Fernsehserie, eine Folge)
- 1999: Sister, Sister (Fernsehserie, eine Folge)
- 2000: Titans – Dynastie der Intrigen (Titans, Fernsehserie, eine Folge)
- 2000: Boston Public (Fernsehserie, eine Folge)
- 2000: Love Her Madly
- 2005: Chasing Ghosts – Blutige Spuren (Chasing Ghosts)
- 2005: Desperate Housewives (Fernsehserie, eine Folge)
- 2006: Crumbs (Fernsehserie, eine Folge)
- 2006: Cold Case – Kein Opfer ist je vergessen (Cold Case, Fernsehserie, eine Folge)
- 2007: Point of Entry – Pass auf, wem du vertraust (Point of Entry, Fernsehfilm)
- 2009: The Harsh Life of Veronica Lambert